# Внутренний ядерный слой
Внутренний ядерный (зернистый) слой (англ. inner nuclear layer, INL) — до 1991 г. термин, отсутствовавший в русском языке. Появился только благодаря переводам иностранной литературы. Поэтому мы тут приводим английский вариант, без него жить нельзя - один из десяти слоёв сетчатки позвоночных, содержит тела биполярных, амакриновых, горизонтальных и мюллеровских клеток. Ядра под световым микроскопом имеют зернистый вид.
Биполярные, амакриновые и горизонтальные клетки служат для переработки сигналов, полученных из фоторецепторов наружных слоёв сетчатки, а клетки Мюллера (нейроглия) — главным образом для поддержания нервной ткани сетчатки.
У самого внешнего края находятся горизонтальные клетки, за ними следуют перикарионы биполярных и мюллеровских клеток, ближе к внутренней границе размещены амакриновые клетки. В совокупности они образуют 10-12 клеточных слоёв.
Толщина внутреннего сетчатого слоя составляет около 30 мкм.